# The Secret of Association
The Secret of Association es el nombre del segundo álbum de estudio del cantante británico Paul Young. Fue editado por Columbia en la primavera de 1985, donde se desprende el primer gran éxito «Everytime You Go Away».

## Lista de canciones
1. «Bite the Hand That Feeds» (Billy Livsey, Graham Lyle) - 4:29
2. «Everytime You Go Away» (Daryl Hall) - 4:28
3. «I'm Gonna Tear Your Playhouse Down» (Earl Randle) - 5:06
4. «Standing on the Edge» (Andrew Barfield) - 4:32
5. «Soldier's Things» (Tom Waits) - 6:20
6. «Everything Must Change» - 5:34
7. «Tomb of Memories» - 5:42
8. «One Step Forward» - 3:15
9. «Hot Fun» - 3:52
10. «This Means Anything» - 3:41
11. «I Was in Chains» (Iain Sutherland) - 4:26
12. «Man in the Iron Mask» (Billy Bragg) - 3:13

- Datos: Q2837204